# Contea di Youyi
La contea di Youyi (友谊县S, Yǒuyì XiànP) è una contea della Cina, situata nella provincia di Heilongjiang e amministrata dalla prefettura di Shuangyashan.